# Boldon Colliery
Boldon Colliery är en ort i distriktet South Tyneside, i grevskapet Tyne and Wear, i England. Orten hade 6 071 invånare år 2021. Ward hade 9 090 invånare år 2021. Boldon Colliery var en civil parish från 1895 till 1936 då den blev en del av Boldon, Heworth och Jarrow. Civil parish hade 6 809 invånare år 1931.